# Ximenia americana
Táu Phú Quốc hay hải đàn (Ximenia americana) là một loài thực vật có hoa trong họ Olacaceae. Loài này được L. miêu tả khoa học đầu tiên năm 1753.
Loài này ở Việt Nam chỉ có trên đảo Phú Quốc.

## Hình ảnh

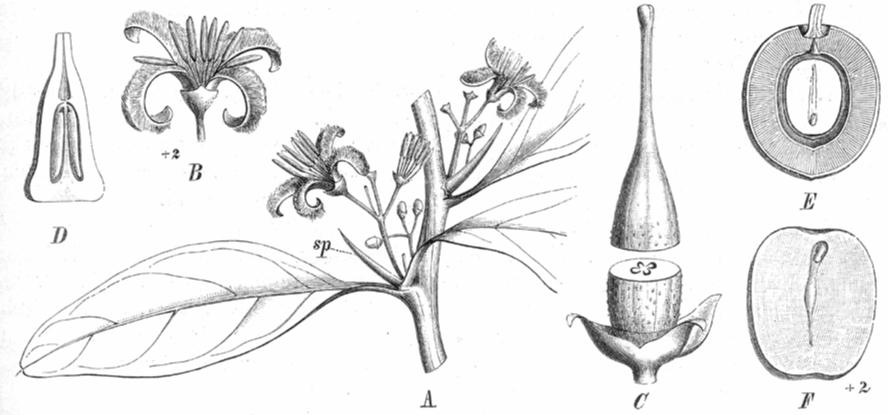
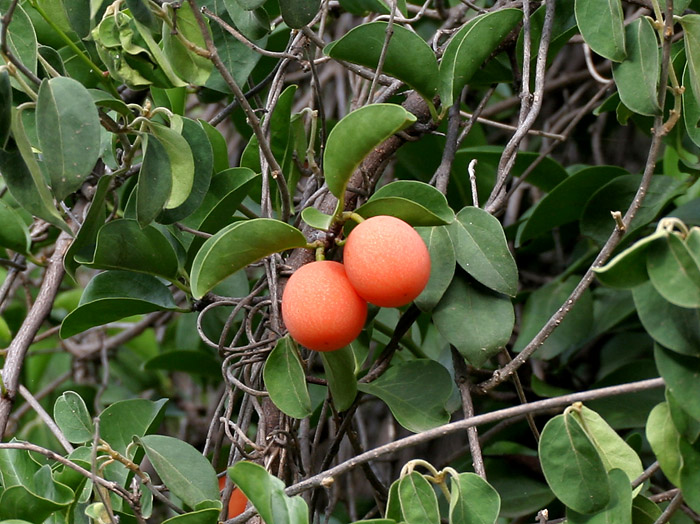
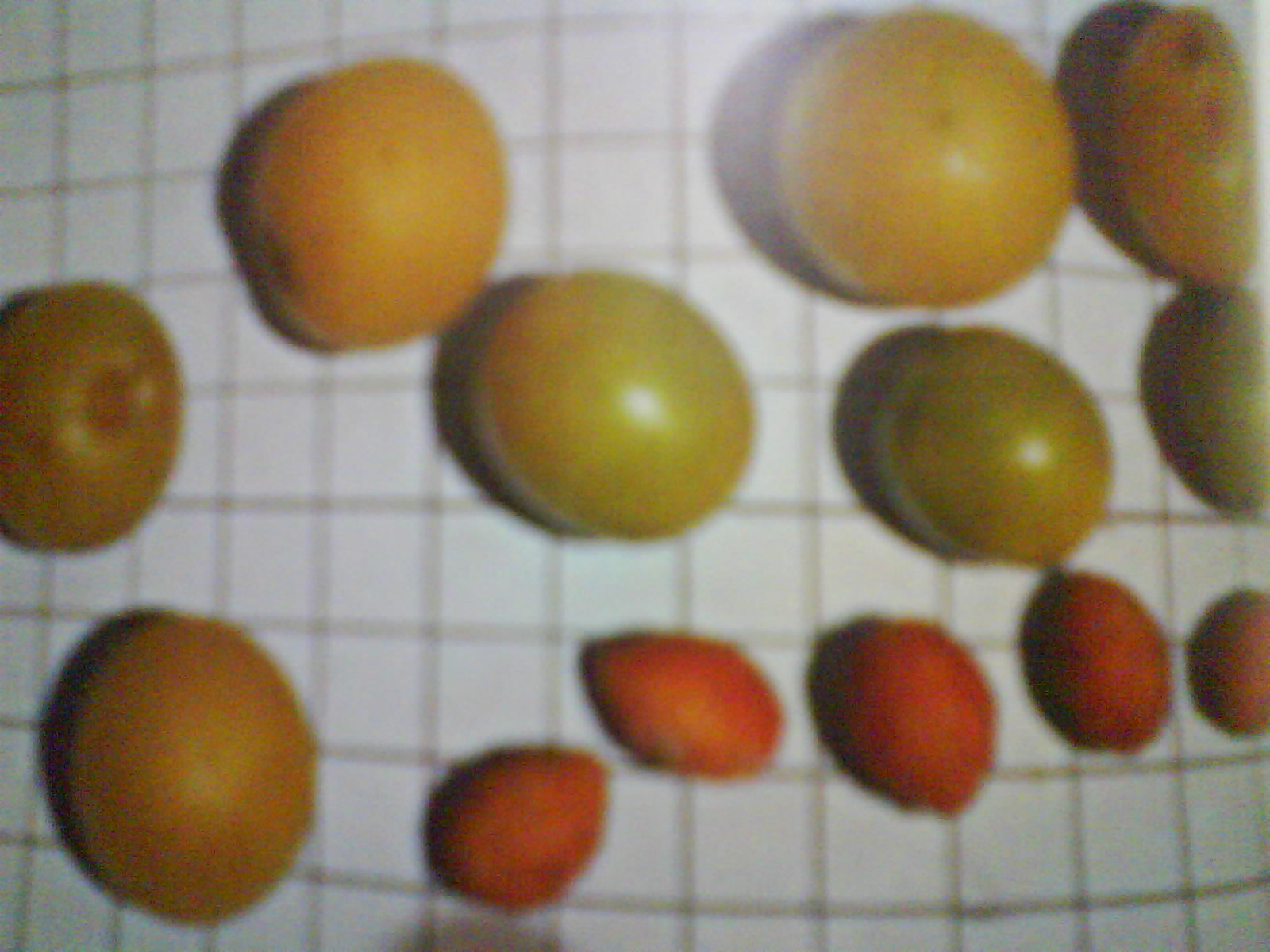
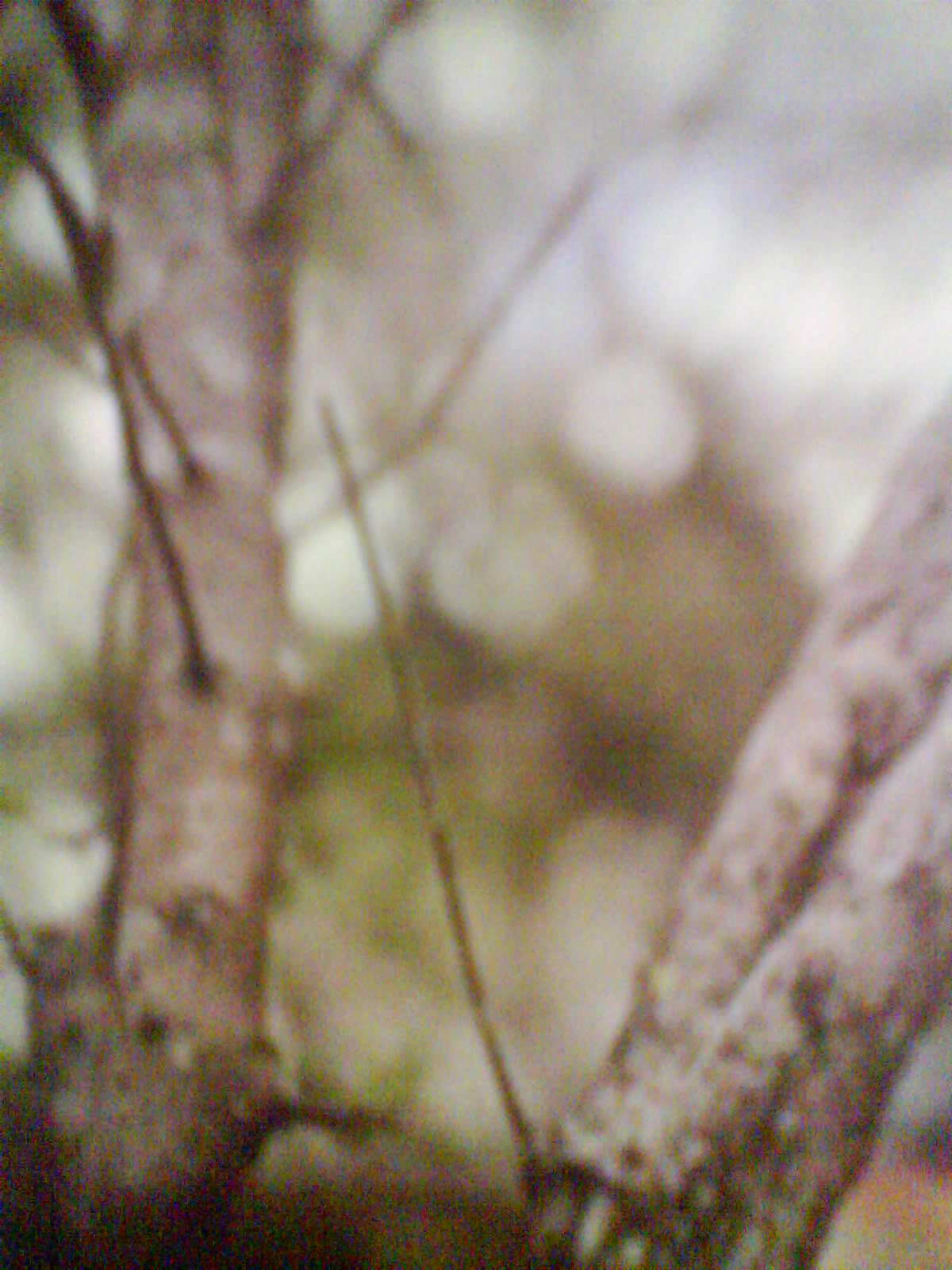